# Józef Tarłowski

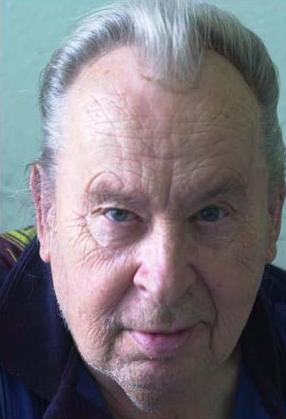
Józef Tarłowski

Józef Tarłowski (ur. 27 lutego 1931 w Lublinie, zm. 22 grudnia 2006) – lubelski grafik, rysownik, karykaturzysta, członek grupy artystycznej "Zamek", historyk sztuki, podróżnik, matematyk, a także wieloletni nauczyciel w Zespole Szkół Budowlanych w Lublinie (ukończył matematykę). Zasłynął m.in. cyklem przedstawiającym zabytki Lublina i Lubelszczyzny.
Syn Zygmunta i Zofii. Ukończył Gimnazjum i Liceum im. Stanisława Staszica. Studiował historię sztuki na Katolickim Uniwersytecie Lubelskim i uzyskał dyplom magistra w 1955. Po studiach pracował w „Lubgalu” jako plastyk-dekorator. Podjął wówczas studia na Wydziale Matematyki-Fizyki-Chemii Uniwersytetu Marii Curie Skłodowskiej w Lublinie uzyskując w 1967 stopień magistra matematyki. Przez 3 lata był asystentem w Katedrze Matematyki Wydziału Ekonomicznego UMCS, gdzie zdobył stopień doktora. W roku 1970 podjął pracę jako nauczyciel matematyki, i przez lata pracował w Zespole Szkól Budowlanych przy Al.Racławickich.
Pasją jego życia był jednak rysunek, któremu poświęcał się bez reszty. Tworzył cykle przedstawiające zabytki Lublina i Lubelszczyzny. Znane są jego rysunki zaułków Starego Miasta. Ulubionym tematem były satyryczne rysunki obrazujące rzeczywistość, w której żył, a także karykatury znanych lublinian. Urządzał wystawy, wydawał prace w formie pocztówek. Ilustrował książki. W programach regionalnych Telewizji Lublin przedstawiał zagadki architektoniczne Lublina i Lubelszczyzny.
Blisko przyjaźnił się ze Stanisławem Szaconiem.
Przez wiele lat współpracował z Kurierem Lubelskim. Z okazji 40-lecia gazety wyrysował swoją niepowtarzalną kreską karykatury wszystkich pracujących wówczas dziennikarzy. Miał przez długie lata na cotygodniowej kolumnie kulturalnej swoją rubrykę „Z teki Józefa Tarłowskiego”.
Tworzył rysunki zabytków, zaułków i ulic Lublina i Lubelszczyzny. Później, gdy po przejściu na rentę zaczął wojażować po świecie, były to cudowne, podkolorowane widoki różnych zakątków, np. z Indii czy Bangladeszu. Jego lubelskie rysunki – cechujące się swobodą kreski, a przy tym ogromnym wyczuciem atmosfery miasta – można spotkać w ratuszu i różnych instytucjach. Okolicznościowo ukazywały się też zbiory widokówek Lublina i kalendarze z jego rysunkami.
Był członkiem ZPAP i SPAK i należał w 1957 r. do założycieli najsłynniejszej lubelskiej formacji artystycznej – Grupy Zamek. Zawsze uśmiechnięty, dowcipny, należał też do Stowarzyszenia Polskich Artystów Karykatury. W gazetce AS Stowarzyszenia Absolwentów UMCS z 2002 r. można przeczytać we wspomnieniu z ich spotkania w Dworku Kościuszków: „Podczas gdy wszyscy setnie się bawili, tańcowali, jedli, pili, Pan Józef Tarłowski urządził na ławeczce skromne atelier i niestrudzenie kreślił karykaturę za karykaturą. Modele pokazywali sobie potem swe fizjonomie z zachwytem, bo też biegły karykaturzysta trafiał swą kreską celnie, ale na szczęście niegłęboko”.
Ilustrował także książki. W recenzji jednej z nich – „Gródki” Romana Tokarczyka – napisano: „Ilustracje wykonał znany lubelski artysta Józef Tarłowski, wprost świetny w rysunku, przez co również dołożył swoją cząstkę do „żywotności” i poczytności monografii”.
Do końca pozostał w pełni sprawny intelektualnie i tworzył. Pomimo wieku aktywnie korzystał z Internetu i komputera. Opiekował się chorymi zwierzętami, którym poświęcał wiele czasu.
Zmarł 22 grudnia 2006 roku na zawał serca.
Pogrzeb Józefa Tarłowskiego odbył się w piątek, 29 grudnia 2006, o godz. 12:00 na cmentarzu przy ul. Lipowej.